# Kalahandi
Kalahandi, är ett distrikt i den indiska delstaten Orissa. Det var tidigare en vasallstat i Brittiska Indien.